# Хвост скорпиона (фильм)
Хвост скорпиона (итал. La coda dello scorpione) — итальянский джалло 1971 года режиссёра Серджо Мартино.

## Сюжет
Муж Лизы Боумер погибает в результате странной авиакатастрофы. Вдова отправляется в Афины для получения денег по страховке. Сумма получается немалая — миллион долларов, поэтому компания, которая собирается выплатить страховку, поручает сыщику Питеру Линчу начать расследование обстоятельств смерти супруга-миллионера и возможного отношения к этому вопросу его жены.
Он приступает к расследованию (и даже спасает свою «подопечную» от покушения), однако его расследование обрывается самым неожиданным образом — таинственный джентльмен в черных перчатках убивает Лизу и скрывается с деньгами.